# 中野上村
中野上村（なかのかみむら）は、和歌山県海草郡にあった村。現在の海南市の北東部、貴志川の中流域、国道424号・国道370号の交点周辺にあたる。

## 地理
- 山岳：宝年寺山
- 河川：貴志川

## 歴史
- 1889年（明治22年）4月1日 - 町村制の施行により、那賀郡椋木村・木津村・沖野々村・野上中村・溝口村の区域をもって発足。
- 1951年（昭和26年）10月1日 - 所属郡が那賀郡から海草郡に変更。
- 1955年（昭和30年）4月10日 - 海南市に編入。同日中野上村廃止。

## 交通

### 鉄道路線
- 野上電気鉄道
  - 野上線
    - 沖野々駅 - 野上中駅 - 北山駅